# Metal Gear Solid V: Ground Zeroes
Metal Gear Solid V: Ground Zeroes (яп. メタルギアソリッドV グラウンドゼロズ Мэтару Гиа Сориддо Файбу Гураундо Дзэродзу) — компьютерная игра в жанре action-adventure в открытом мире с элементами стелса, разработанная японской студией Kojima Productions и изданная Konami в 2014 году. Игра является восьмой в серии Metal Gear, ведущим руководителем разработки, геймдизайнером и сценаристом которой является Хидэо Кодзима. По задумке разработчика, Ground Zeroes и вышедшая в 2015 году The Phantom Pain должны вместе образовывать одно цельное повествование. В 2016 году было выпущено издание Metal Gear Solid V: The Definitive Experience, включающее в себя обе игры вместе. Действие Ground Zeroes разворачивается в 1975 году через несколько месяцев после Metal Gear Solid: Peace Walker. Игрок управляет шпионом Нейкидом Снейком по кличке «Биг Босс», который проникает на американскую секретную базу на Кубе для освобождения шифровальщицы Паз и сандинистского ребёнка-солдата Чико.
В сравнении с предыдущими играми серии Metal Gear, игрок попадает на целиком открытую местность, которую можно свободно исследовать. Игра предлагает новые методы подкрадывания и обхода солдат, а также возможность свободно выбирать миссии. Изначально Ground Zeroes должна была стать миссией для The Phantom Pain, но из-за длительной разработки последней Кодзима решил выделить её в отдельную игру, чтобы игроки могли получить ранний доступ к Metal Gear Solid V.
Ground Zeroes была выпущена в марте 2014 года на консолях PlayStation 3, PlayStation 4, Xbox One и Xbox 360, версия для Windows вышла в декабре. Игра получила в целом положительные отзывы от критиков — её хвалили за обновлённый игровой процесс, полный вариантов прохождения, однако критиковали крайне короткую продолжительность. К апрелю 2014 года продажи Ground Zeroes достигли миллиона копий.

## Игровой процесс

Скриншот игры, на котором Снейк бежит по американской базе на Кубе. В сравнении с предыдущими частями Metal Gear, локация теперь полностью открыта для исследования игроком

Metal Gear Solid V: Ground Zeroes представляет собой игру в жанрах action-adventure в открытом мире и стелс-экшен. Игрок управляет шпионом Нейкидом «Биг Боссом» Снейком, который должен выполнить миссию, не попадаясь на глаза солдатам. В игре представлено всего семь миссий, каждая из которых разблокируется по мере прохождения. После завершения основной миссии игроку четыре дополнительные, которые проходят в разное время суток. В них Снейку необходимо уничтожить определённую цель или добыть секретную информацию. Если игрок на основной миссии собрал девять жетонов «XOF», то в меню открывается доступ к двум секретным миссиям — в одной из них Снейку необходимо воссоздать культовые моменты из Metal Gear Solid, а в другой игрок управляет наёмником Райденом, которому нужно нейтрализовать похитителей лиц. Изначально в Ground Zeroes планировалась динамическая смена дня и ночи в реальном времени, но от такой функции пришлось отказаться, чтобы использовать её в The Phantom Pain.
Игра носит ознакомительный характер, являясь прологом к The Phantom Pain, поэтому основная сюжетная миссия проходится за очень короткий промежуток времени. Тем не менее, в Ground Zeroes присутствует множество дополнительных испытаний и вариантов перепрохождения миссий. Была обновлена система обнаружения угроз, которая теперь обозначается визуальными и звуковыми сигналами. Также бинокль Снейка не является отдельным гаджетом, игрок может нажать на соответствующую кнопку, чтобы осмотреть окрестности с его помощью. Благодаря биноклю Снейк помечает врагов, а с помощью гаджета iDroid можно отслеживать их местоположение. В Ground Zeroes присутствует «Рапид», который запускается если игрока заметил противник. В этот момент игра замедляется, а игрок должен за короткий промежуток нейтрализовать врага, прежде чем он поднимет тревогу.
Для телефонов под управлением iOS и Android было создано специальное приложение, в котором отображается внутриигровая карта и присутствуют функции iDroid. В версии на консолях есть функция сообщества, позволяющая просматривать результаты других игроков в игре. Если игрок имеет копию The Phantom Pain, то он может перенести сохранения из Ground Zeroes.

## Сюжет

### Предыстория

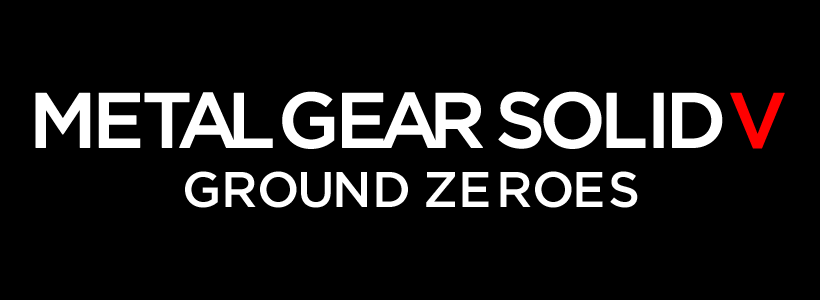
Официальный логотип игры

Действие сюжетной кампании Ground Zeroes происходит через некоторое время после битвы Биг Босса с Metal Gear ZEKE на Главной Базе. Паз Ортега Андраде выжила и была спасена белизским рыбаком. Так как она агент «Шифра» (организации, позже ставшей известной как «Патриоты»), её переправили в Лагерь военнопленных «Омега» на Кубе, где загадочный «Череп», лидер прокси-организации «Шифра» XOF, проводит над ней допрос по проверке её лояльности, а на деле — узнать у неё местонахождение майора Зеро и убить его, чтобы самому встать во главе организации. Паз — единственный человек, который встречался с Зеро, после начала его «величайшего эксперимента».
Чико, бывший сандинистский ребёнок-солдат, тайно влюблённый в Паз, отправился на её спасение, но сам оказался в ловушке XOF. Люди «Черепа» долгими днями избивали и насиловали Паз на глазах у Чико, пытаясь использовать мальчика как «рычаг давления». В конце концов, Паз выдала местоположение Зеро в надежде на то, что ни Чико, ни Биг Босс не пострадают. Вскоре после этого XOF покинули базу, скрыв все следы своего присутствия, начав операцию «Троянский Конь», чтобы обезопасить себя от главной угрозы их планов — Биг Босса и его Militaires Sans Frontieres, первой в истории частной военной компании, ставшей основой для государства наёмников Outer Heaven.
В то же время до Биг Босса доходят сведения о Лагере Омега и его узниках, Паз и Чико. Накануне прибытия инспекции МАГАТЭ, все следы Metal Gear ZEKE были благополучно спрятаны Хью Эммерихом и доктором Стрейнджлав, а весь гражданский персонал, включая француженку-орнитолога Сесиль Косима Каминадес, были переправлены на территории их родных стран. Аманда Валенсиано Либре, сестра Чико, возглавила оставшиеся силы сандинистов на Кубе. Биг Босс решается отправиться на поиски Паз и Чико, чтобы одновременно спасти членов MSF и наладить отношения с «Шифром», которые могут задушить Outer Heaven в зародыше.

### Сценарий
16 марта, в полночь, Биг Босс совершает рейд на Лагерь «Омега». Получив сведения о местоположении Чико, он спас мальчика. Чико передал Биг Боссу кассету, на которой была записана последняя поездка к Паз, которую Чико уже считает мёртвой. Снейк находит подвал, где держат Паз, а после благополучно доставляет её на вертолёт MSF. Некоторое время спустя выясняется, что в животе у Паз находится взрывчатка и военному врачу на вертолёте приходится делать операцию прямо там, без анестезии. По пути, Хью Эммерих сообщает Биг Боссу, что все следы ZEKE спрятаны и База готова к инспекции.
По пути, вертолёт теряет связь с Главной Базой. Когда вертолёт приближается к Базе, Снейк видит, как вертолёты XOF расстреливают строения, а наземные силы беспощадно убивают оставшихся солдат MSF. Казухира Миллер, возглавляющий сопротивление, успевает залезть на вертолёт, после чего Главная База погружается в пучину Карибского Моря. Миллер говорит Биг Боссу, что инспекция МАГАТЭ — не более чем прикрытие для атаки на MSF. Он пытается убить Паз, считая, что именно она сдала их, но та неожиданно встаёт и сама открывает люк вертолёта, говоря что «Череп» успел спрятать в ней ещё одну бомбу там, «где они никогда бы не искали». Она бросается вниз, после чего взрывается, а взрывная волна задевает вертолёт Биг Босса, отправляя его в рядом летящий вертолёт XOF.

## Разработка

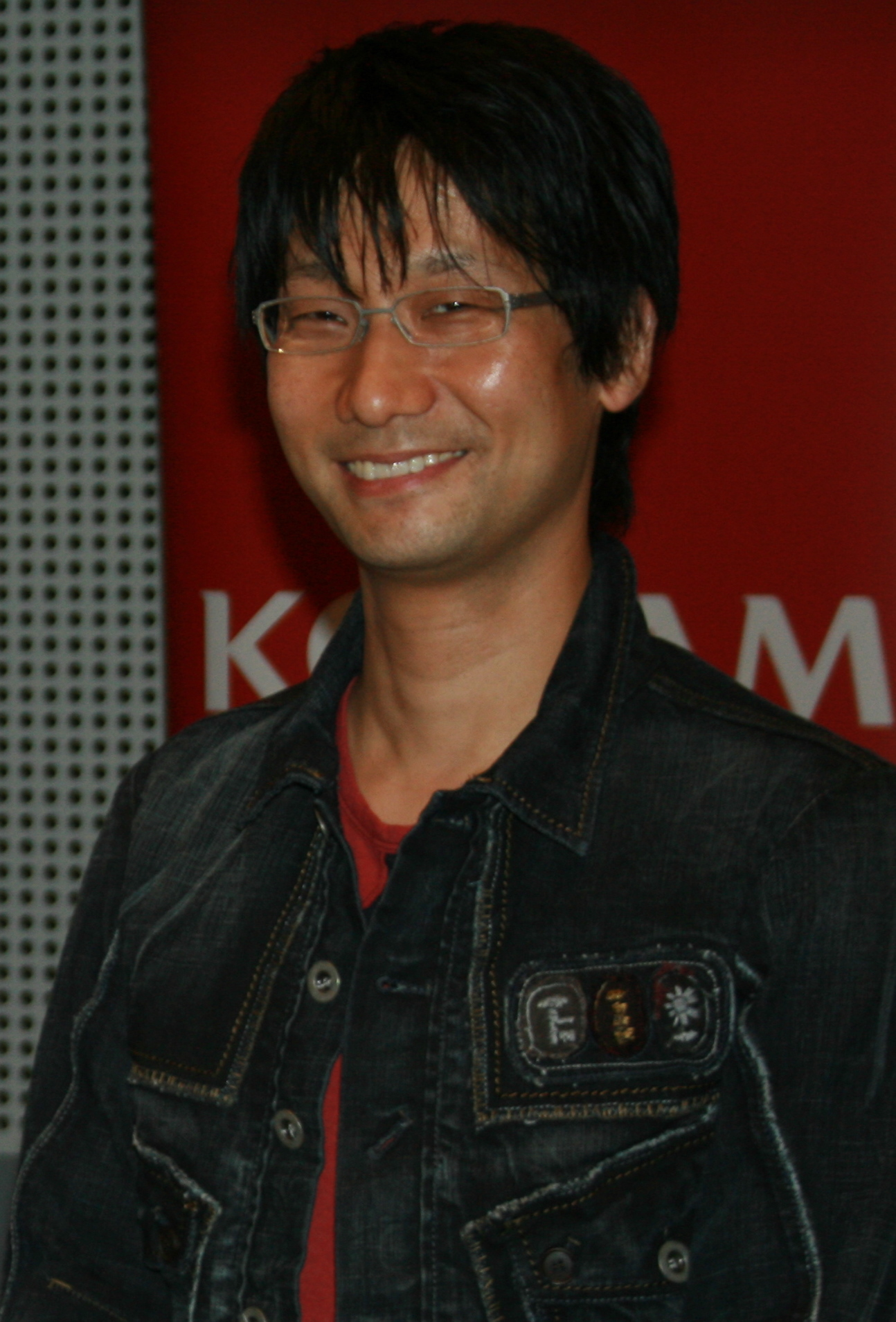
Хидэо Кодзима, руководитель разработки Metal Gear Solid V: Ground Zeroes

В феврале 2012 года на сайте Development Without Borders, принадлежащем Konami, появилась реклама разработки новой части Metal Gear. В марте сайт проводил набор персонала для участия в Game Developers Conference 2012 и запрашивал несколько вакансий для разработки новейшей Metal Gear Solid для консолей высокого класса и ПК, а также для движка Fox Engine следующего поколения. По прошествии 2012 года были показаны скриншоты и видеоролики на Fox Engine нового поколения — на некоторых фотографиях был запечатлён похожий на Биг Босса персонаж, который подходит к бронетранспортёру «Страйкер» из Metal Gear Solid 4: Guns of the Patriots.
Игра была анонсирована 30 августа 2012 года без римской цифры «V» в названии на закрытом мероприятии, приуроченном 25-й годовщине серии Metal Gear. Два дня спустя она была показана на Penny Arcade Expo 2012. Руководитель разработки Хидэо Кодзима подтвердил, что главным героем станет Биг Босс, а история будет прологом к следующей игры франшизы, которой стала The Phantom Pain. Ground Zeroes стала второй игрой после Pro Evolution Soccer 2014, разрабатываемой на Fox Engine. Кодзима также заявил, что кат-сцены будут укорочены, так как длинные видеоролики по его мнению «устарели». Согласно изданию Famitsu, при разработке начальных сцен в игре с помощью захвата движения использовались настоящие собаки, а на постановку Кодзиму частично вдохновили клипы группы AKB48.
Изначально Ground Zeroes и The Phantom Pain должны были выйти вместе одним проектом, но из-за длительного периода разработки последней Кодзима разделил пятую часть на две игры, чтобы игроки познакомились с игровым процессом Metal Gear Solid V до её полноценного выхода. Кодзима сравнивал Ground Zeroes с эпизодом, предшествующим титрам в голливудском фильме. По словам геймдизайнера, его целью было воздействовать на табу и взрослые темы, которые он считал «достаточно рискованными». Он также добавил, что его роль создателя и продюсера франшизы противоречили друг другу — как создатель Хидэо хотел рискнуть и исследовать темы, которые могли бы оттолкнуть аудиторию, но как продюсер он должен был уметь смягчить содержание проекта, чтобы продать как можно больше копий. В конечном итоге роль создателя взяла верх и Кодзима описал свой подход к пятой части как «отдающий приоритет творчеству, а не продажам». Описывая различия между Ground Zeroes и The Phantom Pain, Кодзима заявил, что расширенные возможности Fox Engine позволяют рассказать новую историю по-новому. The Phantom Pain привносит что-то новое в серию, и Kojima Productions хотели познакомить игроков с новым открытым миром и его потенциалом с помощью Ground Zeroes. В 2023 году Кодзима, уже будучи независимым разработчиком, написал в «Твиттере», что релиз Ground Zeroes был экспериментальным — она использовалась для тестирования «эпизодического метода», который позволил бы разбить игру на эпизоды и постепенно выпускать их, попутно собирая отзывы игроков.
В японской версии игры есть опция перевода текста на английский язык, внутриигровое меню и диалоги с субтитрами отображаются полностью на английском языке. Это позволяет проходить игру с японской озвучкой, но с английским текстом. Японская версия также содержит дополнительные внутриигровые аудиокассеты, в которых рассказывается о первой встрече Снейка с Миллером, которые на самом деле были взяты из аудиодиска к Metal Gear Solid: Peace Walker.

## Выход
Первоначально было объявлено, что Ground Zeroes будет выпущена на PlayStation 4 и Xbox One только по цифровой дистрибуции, в то время как версии для PlayStation 3 и Xbox 360 появятся как на дисках, так и в цифровом формате. 10 декабря 2013 года Konami объявили, что игра получит физическую копию и на «старших» консолях. В некоторых регионах присутствует разная обложка — в Японии на обложке изображены Снейк и Миллер, в то время как во всём мире только Снейк. Кодзима пояснял, что на такой шаг пошёл отдел зарубежного маркетинга Konami, так как покупатели могут не узнать Миллера из-за низких продаж Peace Walker на PlayStation Portable на Западе.
В версиях для консолей PlayStation была представлена миссия «Дежавю», в которой Снейку необходимо воссоздать культовые сцены из первого Metal Gear Solid, а для Xbox — «Жамевю». В последней игрок управляет Райденом, который до этого был играбельным персонажем в Metal Gear Rising: Revengeance, его цель — нейтрализация так называемых «похитителей лиц», проникших на кубинско-американскую базу под видом солдат. 1 мая обе миссии стали доступны на всех консолях.
Ground Zeroes была выпущена в Японии на консолях PlayStation и Xbox 360 20 марта 2014 года. Из-за позднего выхода Xbox One в Японии версия для консоли Microsoft вышла 4 сентября, но только в цифровом формате. К выходу Ground Zeroes японское подразделение Amazon выпустила ограниченное издание «Premium Package», содержащее фигурку Снейка и новеллу по Peace Walker. В Австралии и Новой Зеландии игра вышла 27 марта. 13 августа Konami объявила о релизе Ground Zeroes и грядущей The Phantom Pain на Windows в Steam. Игра была выпущена 18 сентября 2014 года. В июне 2015 года игра стала временно бесплатной на PlayStation 4 для подписчиков PlayStation Plus, а в августе — на Xbox One по Xbox Live Gold.
В 2016 году игра вошла в полное издание Metal Gear Solid V: The Definitive Experience, включающее The Phantom Pain и весь дополнительный к ней контент.
В конце августа 2023 года Konami отключила сетевые функции Ground Zeroes.

## Отзывы критиков
| Сводный рейтинг       | Сводный рейтинг                                         |
| Агрегатор             | Оценка                                                  |
| --------------------- | ------------------------------------------------------- |
| GameRankings          | (PC) 82,00 % (PS3) 73,57 % (PS4) 75,23 % (XONE) 72,50 % |
| Metacritic            | (PC) 80/100 (XONE) 76/100 (PS4) 75/100 (PS3) 66/100     |
| Иноязычные издания    |                                                         |
| Издание               | Оценка                                                  |
| CVG                   | 7/10                                                    |
| EGM                   | 5/10                                                    |
| Eurogamer             | 9/10                                                    |
| Famitsu               | 38/40                                                   |
| Game Informer         | 7/10                                                    |
| GameSpot              | 8/10                                                    |
| IGN                   | 8/10                                                    |
| Joystiq               | [ 65 ]                                                  |
| OPMUK                 | 8/10                                                    |
| OXM                   | 7,5/10                                                  |
| Polygon               | 5,5/10                                                  |
| Русскоязычные издания |                                                         |
| Издание               | Оценка                                                  |
| 3DNews                | 7/10                                                    |
| «IGN Россия»          | 6,5/10                                                  |
| PlayGround.ru         | 7,2/10                                                  |
| Riot Pixels           | 50 %                                                    |
| StopGame.ru           | «Похвально»                                             |
| «Игры Mail.ru»        | 8,5/10                                                  |

Согласно сайту-агрегатору Metacritic, версии для Windows, Xbox One и PlayStation 4 получили «в основном положительные отзывы», в то время как версия для PlayStation 3 — «смешанные отзывы».
Питер Браун из GameSpot посчитал, что замена радара и других индикаторов на бинокль и радиосвязь делает геймплей «захватывающим» в сравнении с предыдущими частями, отмечая, что «ничто тут не даётся просто так». Критик также высоко оценил формат открытого мира и дополнительные задания, добавляющие огромную реиграбельность. Люси О’Брайен из IGN описала Ground Zeroes как урезанную игру, «которая избегает длинных кат-сцен, кульминационных боёв с боссами и запутанной сюжетной линии ради умного тактического геймплея». Она отмечала крайне небольшую сюжетную миссию, но в то же время сказала, что в игре «безусловно, есть много чего интересного». Колумнист The Escapist Роберт Рат высоко оценил акцент на сборе информации, сказав, что Ground Zeroes — «первая игра в серии, соответствующая своему названию и позволяет проводить тактические шпионские операции». Джим Стерлинг из этого же издания крайне положительно отозвался о геймплее, но критично отозвался о продолжительности, назвав её демоверсией и выразив шок тем фактом, что Konami полноценно продаёт её за реальные деньги.
Рус Фрушстик из Polygon был более критичен к игре, назвав её «ошеломляюще короткой» и «больше похожей на денежный заработок, чем на полноценную часть любимой франшизы». Несмотря на высокую оценку аудио- и визуального дизайна и внимания к деталям, Рус критиковал внесённые в механику стелса изменения и чрезвычайно короткую продолжительность сюжета, который он также назвал «скучной».
Несмотря на положительную оценку, Люси О’Брайен критиковала сексуальное насилие в качестве сюжетного толчка. Кассеты в игре описывают насилие и пытки Паз, включая введение второй бомбы через её влагалище или анус, и принуждение к сексу Чико. Несколько критиков описывали использование сексуального насилия как неспособность осмысленно изобразить изнасилование и пример принятия подобного в видеоиграх. Из-за этого Ground Zeroes стала первой с 2006 года игрой, получившей рейтинг «Mature» от ESRB с пометкой «Сексуальное насилие».
Рецензент New York Times отмечал, что, хотя Ground Zeroes посвящена временам Холодной войны, в ней присутствуют образы, напоминающие о более исторически близкой Войне против терроризма: лагерь Омега на Кубе напоминает реальную тюрьму в Гуантанамо, обращение с заключёнными, которым тюремщики-американцы надевают на головы чёрные мешки и держат в клетках, как животных, заставляет вспомнить тюрьму Абу-Грейб.

### Продажи и награды
За первую неделю после релиза в Японии версия для PlayStation 3 разошлась тиражом в почти 120 тысяч копий, а версия для PlayStation 4 — в почти 92 тысячи. В конце апреля 2014 года Konami заявила, что тираж проданных копий по всему миру составил миллион. Продажи версии для PlayStation 4 были в три раза больше, чем для Xbox One. Официальные данные о продажах версии для Windows не разглашались, однако представители Konami заявили об их стабильности. В декабре 2014 года игра замкнула десятку самых продаваемых игр в Европе на PlayStation 4. Летом 2018 года, благодаря уязвимости в защите Steam Web API, стало известно, что точное количество пользователей сервиса Steam, которые играли в игру хотя бы один раз, составляет 890 926 человек.
Редакция журнала «Игромания» включила Metal Gear Solid V: Ground Zeroes в номинацию «Стелс-экшен года», но победу отдали Alien: Isolation. Этот же журнал бонусом включил Снейка из Ground Zeroes в топ-10 «самых сексуальных героев года». Сайт Игры Mail.ru поместил игру и ПК-версию Metal Gear Solid V в свои списки лучших игр марта и декабря 2014 года соответственно.